# Agaritha iolaia
Agaritha iolaia là một loài bọ cánh cứng trong họ Cerambycidae.